# 그레이트브리튼 아일랜드 연합왕국
그레이트브리튼 및 아일랜드 연합왕국(영어: United Kingdom of Great Britain and Ireland)은 1801년에 그레이트브리튼 왕국과 아일랜드 왕국이 합병하여 성립한 왕국이다. 다른 시기의 영국과 구분하지 않을 때에는 이 나라도 그냥 영국(英國), 연합왕국(영어: United Kingdom)이라고 부른다.

## 역사
1542년에 잉글랜드 왕 헨리 8세가 아일랜드왕을 선언해 아일랜드 왕국이 성립했다. 1607년에는 영국인 144명이 북아메리카 신대륙으로 이동했는데 도착했던 곳이 바로 제임스타운이다. 당시, 영국 왕이 제임스 1세였기 때문에 제임스타운이라고 부른 것이다. 아일랜드 왕국과 잉글랜드 왕국(1707년 이후는 그레이트 브리튼 왕국)은 같은 왕이 지배하였다. 1798년에 프랑스 혁명의 영향을 받은 아일랜드 민족주의자들이 아일랜드 공화국 건국을 목표로 반란을 일으켰다. 이 반란은 진압되었고 1800년 더블린의 아일랜드 자치의회가 1800년 합병령(Act of Union)을 가결함으로써 그레이트 브리튼 왕국과의 합병이 이루어져 아일랜드 자치의회는 해산하였다.
20세기에 접어들면서 아일랜드 독립의 움직임이 격렬해졌다. 1916년의 부활절에 부활절 봉기가 일어났다가 일단은 진압되었지만, 1918년 아일랜드 총선에서 독립파인 신페인(Sinn Féin)이 승리하였다. 그리고 1919년 아일랜드 독립전쟁이 발발하였다. 1921년 영국-아일랜드 조약(Anglo-Irish Treaty)이 성립하였고, 다음 해인 1922년 아일랜드 섬의 남부 26주로 구성된 남아일랜드가 아일랜드 자유국(Irish Free State)으로 분리되어 떨어져 나가게 되면서 1927년 그레이트 브리튼 북아일랜드 연합 왕국(현재의 영국)이라고 개칭했다.

## 유니언 기
그레이트 브리튼 왕국 시대에 작성된 유니언 기는 잉글랜드를 의미하는 성 게오르기우스 십자(하얀색 바탕에 빨간색 십자)와 스코틀랜드를 의미하는 성 안드레아 십자(파란색 바탕에 하얀색 X자 모양의 십자)를 조합한 것이었다. 연합 왕국 건국에 맞추어 아일랜드를 나타내는 성 파트리치오 십자(하얀색 바탕에 빨간색 X자 모양의 십자)를 조합하여 현재의 유니언 잭(유니언 기)이 만들어졌다.

## 역대 군주
- 조지 3세 (1801년~1820년)
- 조지 4세 (1820년~1830년)
- 윌리엄 4세 (1830년~1837년)
- 빅토리아 (1837년~1901년)
- 에드워드 7세 (1901년~1910년)
- 조지 5세 (1910년~1922년)

## 같이 보기
- 영국
- 영국의 역사
- 아일랜드의 역사
- 북아일랜드
- 영국의 군주